# Elecciones estatales de Oaxaca de 1989
Las elecciones estatales de Oaxaca de 1989 se realizaron el domingo 6 de agosto de 1989 y en ellas se renovaron los siguientes cargos de elección popular:
- Diputados del Congreso del Estado, electos para un periodo de tres años.
- 424 ayuntamientos, integrados por un presidente municipal y sus regidores, electos para un periodo de tres años.

## Resultados

### Congreso del Estado
|  | 78.19 % |

|  | 7.11 % |

|  | 4.27 % |

|  | 99.27 % |

|  | 0.73 % |

### Ayuntamientos
|  | 81.5 % |

|  | 7.5 % |

|  | 3.6 % |

|  | 3.2 % |

|  | 2.4 % |

|  | 1.8 % |